# Anomalie moyenne
Pour les articles homonymes, voir anomalie.
En mécanique céleste, l'anomalie moyenne (en anglais : mean anomaly) est une mesure d'angle entre le périapse et la position d'un corps fictif parcourant une orbite circulaire synchrone avec le  corps réel.
Le terme « anomalie » trouve son origine historique dans le système géocentrique antique dans lequel les anciens constataient une anomalie de l'orbite par rapport à l'orbite circulaire idéale.

## Notation
L'anomalie moyenne est couramment notée {\displaystyle M} (lettre M capitale de l'alphabet latin).

## Calcul
L'anomalie moyenne est donnée par la formule :
{\displaystyle M=n\,(t-t_{0})={\sqrt {\frac {G(M_{\star }\!+\!m)}{a^{3}}}}\,(t-t_{0})}
dans laquelle :
- {\displaystyle n} est le mouvement moyen ;
- {\displaystyle a} est le demi-grand axe ;
- {\displaystyle M_{\star }} et {\displaystyle m} sont les masses ;
- {\displaystyle G} est la constante gravitationnelle ;
- {\displaystyle t} est le temps ;
- {\displaystyle t_{0}} est l'instant de passage au périapse.

Dans le cas d'une orbite elliptique, l'anomalie moyenne est liée à l'anomalie excentrique {\displaystyle E} et à  l'excentricité {\displaystyle e} par l'équation de Kepler :
{\displaystyle M=E-e\,\sin E}

## Diagramme
Dans le diagramme ci-dessous, l'anomalie moyenne, notée M, est l'angle zcy.
Le point y est défini de façon que le secteur circulaire zcy ait la même surface que le secteur d'ellipse zsp multiplié par le facteur d'échelle (qui est égal au rapport du grand axe au petit axe).